# USS Benham (DD-796)
El USS Benham (DD-796) fue un destructor de Clase Fletcher de la Armada de los Estados Unidos, fue el tercer barco en recibir su nombre en honor del contralmirante Andrew E. K. Benham, sirvió en la armada estadounidense de 1943 a 1946 y de 1951 a 1960, en dicho año fue prestado a la Armada Peruana siendo renombrado como BAP Villar (DD-71) en honor al  contraalmirante peruano Manuel Villar Olivera, quien dirigió a las fuerzas navales peruano-chilenas que triunfaron en el combate naval de Abtao, posteriormente fue vendido a dicho país.

## Servicio en la Armada estadounidense
Su construcción se inició el 23 de abril de 1943, en plena Segunda Guerra Mundial y fue lanzado 30 de agosto de aquel año en el astillero Bethlehem Steel Company en Staten Island en el estado de Nueva York, fue asignado el 20 de diciembre de ese mismo año y fue bautizado por la armada estadounidense como USS Benham (DD-796).

### Participación en la Segunda Guerra Mundial
En la Segunda Guerra Mundial tuvo destacadas actuaciones como en la Batalla del Mar de Filipinas donde derribó dos bombarderos  Aichi D3A que intentaban atacar a barcos que escoltaba.
Se le atribuyen también de 9 a 10 derribos de aviones japoneses Mitsubishi G4M en la misma campaña.
En uno de sus viajes a Filipinas el 18 de diciembre de 1944, su escuadra se enfrentó a una tormenta con mares de gran altura y vientos de 100 km (190 km/h), sufriendo inundaciones y daños en sus sistemas, después de cinco horas de mal tiempo, pasó lo peor de la tormenta; y el buque de guerra cojeó hasta Ulithi para reparaciones. Allí, la tripulación escuchó la noticia de que la tormenta había hundido a otros tres destructores y había dañado al menos a otros 27 barcos.

### Primera baja en la armada estadounidense
Terminada la guerra tras el anuncio de la rendición japonesa el 15 de agosto de 1945, el destructor permaneció en aguas japonesas hasta el 26 de octubre de ese año cuando navegó hacia su hogar. Fue dado de baja un año después el 18 de octubre de 1946 y asignado a la Flota de la Reserva del Pacífico en San Diego (California).

### Reasignación a causa de la Guerra con Corea
En 1951, debido a la Guerra de Corea y al consiguiente requisito de más buques de guerra en servicio, El Benham fue reasignado a la Armada estadounidense el 24 de marzo de ese año.

### Baja definitiva de la armada estadounidense
El USS Benham (DD-796) fue dado de baja definitivamente de la marina estadounidense en Boston el 30 de junio de 1960.

## Servicio Peruano

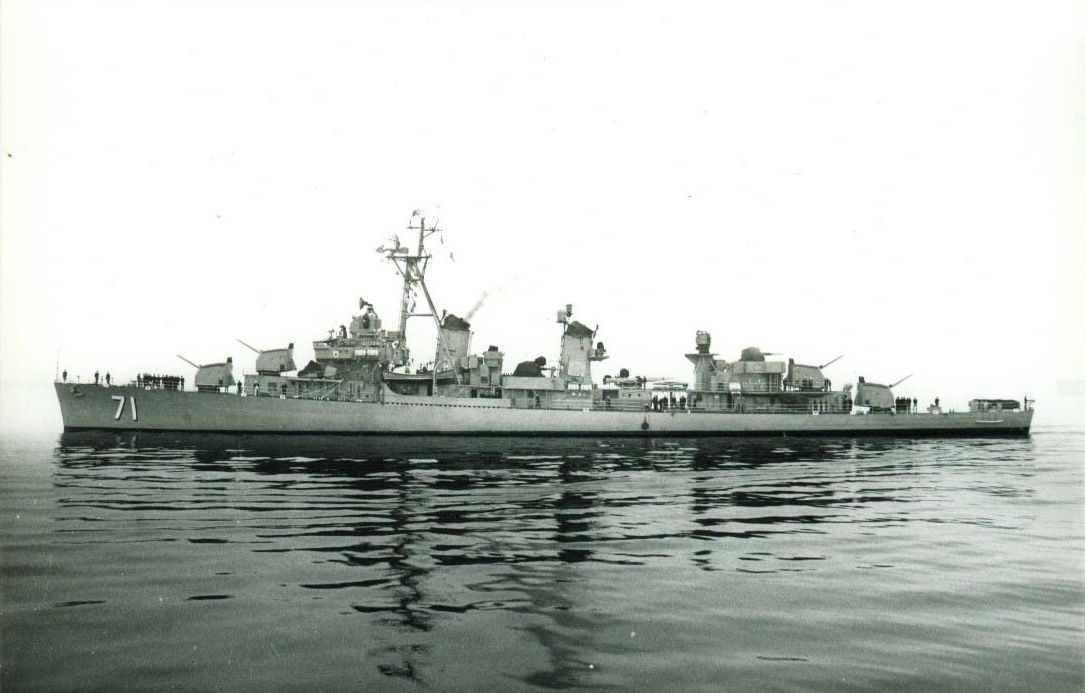
Como BAP Villar DD-71 y sirviendo en la Armada peruana.

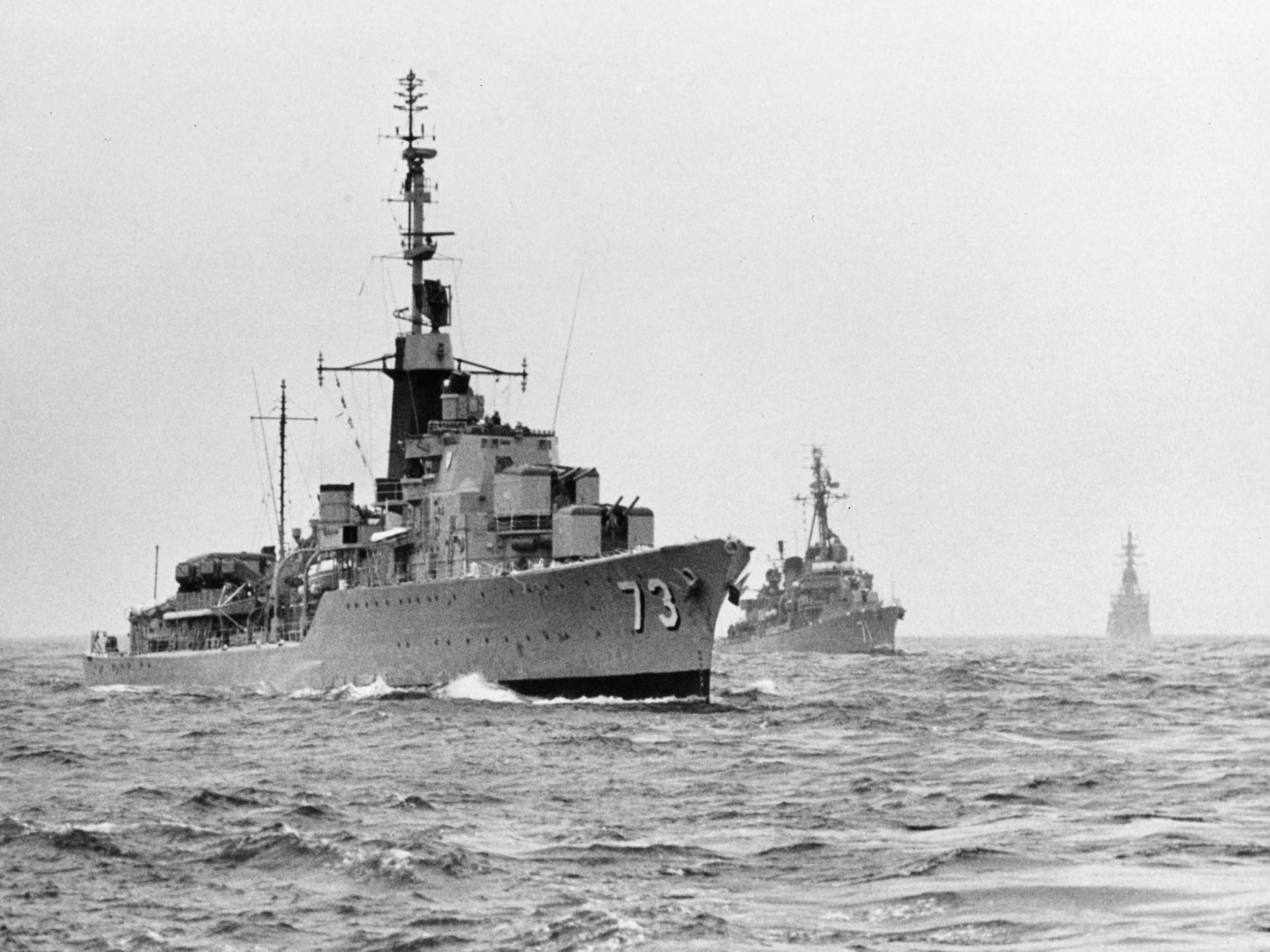
Fotografía del BAP Palacios (DM-73), más atrás a la derecha el BAP Villar DD-71.

El destructor fue trasladado a Perú en calidad de préstamo, el 15 de diciembre de 1960 bajo el Programa de Asistencia Militar (MAP), un programa de ayuda militar por parte de Estados Unidos para países de América Latina. Ya en la armada peruana fue bautizado como BAP Villar (DD-71).

### Incidente Naval de Ilo en 1971
En 1971 el barco participó en ejercicios antisubmarinos en aguas territoriales nacionales, entre el Ilo y Matarani, junto con los destructores BAP Almirante Guise (DD-72), BAP Rodrigez DE-63 y tres submarinos de la escuadra cuando se registró la presencia de un cuarto submarino de nacionalidad desconocida en el área, luego de solicitar permiso al comando naval de Lima, se procedió según los convenios internacionales a pedirles que emerjan, sin embargo el submarino hizo caso omiso, entonces el buque procedió a lanzar una bomba de profundidad a modo de advertencia para que el submarino emergiera, pero el submarino nuevamente declinó la invitación, luego de esto el destructor procedió a atacar al submarino con bombas de profundidad hasta hacerlo retirarse de la zona
Poco después el BAP Aguirre (DE-62) que estaba patrullando un cuadrante más al sur que el BAP Villar volvió a detectar el submarino y también lo atacó con bombas de profundidad, finalmente el submarino comenzó su retirada gravemente dañado y con bajas en su tripulación, a este hecho se le conoce como el Incidente del Ilo o Combate naval del Ilo (según otros).

### Venta y modernización
El 15 de enero de 1974, el BAP Villar DD-71 fue dada de baja en el registro naval de buques de la marina estadounidense y fue vendida al gobierno peruano junto con el BAP Almirante Guise DD-72 ese mismo día, un año después se sometió a trabajos de modernización que incluyeron la instalación de una plataforma para el montaje de un helicóptero antisubmarino Agusta-Bell AB 212 ASW.

### Final
El destructor Villar sirvió hasta el 13 de mayo de 1980, y después de ser dado de baja fue utilizado como objetivo para los misiles Exocet MM38 del BAP Ferré (DM-74), luego de esto fue desguazado.

## Premios
Como Benham (DD-796) obtuvo ocho estrellas de servicio por su participación en la Segunda Guerra Mundial.